# Електронна публікація
Електро́нними публіка́ціями називається розповсюдження інформації за допомогою електронних носіїв, таких як дискети, компакт-диски CD-ROM або через Інтернет"
Публікації можуть поширюватися вільно або за окрему плату. Існують в двох формах — публікації On-line і публікації Off-line. Деякі електронні публікації ненадаються на фізичних носіях і тому потрібно їх копіювати на вінчестер, магнітні стрічки або зберігати за допомогою інших систем збереження даних (On-line), інші забезпечуються на фізичних носіях і можуть зберігатися на полицях (Off-line).

## Публікації Off-line
Off-line публікація — електронний документ, який бібліографічно ідентифікований та здатний до розпізнавання.

## Публікації On-line
On-line публікація [Архівовано 25 лютого 2011 у Wayback Machine.] (або ресурс) — електронний документ, який бібліографічно ідентифікований та здатний до розпізнавання ЕОМ, записаний на електронному носієві даних і доступний в цей час — On-line" . Наприклад:
- On-line монографія — монографія в мережі Інтернет.
- On-line серійне видання — електронний журнал в мережі Інтернет.
- On-line ресурс — сайт організацій.

Електронні публікації можуть бути оригінальними електронними публікаціями чи бути повторною версією записаного або надрукованого документа. У більшості випадків електронні публікації будуть копією записаного або надрукованого документа.
Виробники і видавці електронних публікацій найчастіше бувають традиційними видавцями, які працюють в нових різновидностях публікацій. Нові публікації в мережі Інтернет видають частіше за все новостворені провайдери. Також видавцями бувають деякі компанії, що спеціалізуються на публікації, яка записана на CD-ROM.
На сьогоднішній день, більшість публікацій пишеться, редагується і форматується з використанням звичайних текстових редакторів і персональних комп'ютерів. Надрукована версія журналу або монографії роздруковується з електронної її версії.

## Приклади публікації On-line
Каталог принцип дії [Архівовано 5 березня 2016 у Wayback Machine.]